# Technischer Cartell-Verband
Der Technische Cartell-Verband e. V. (TCV) ist ein im katholischen Couleurstudententum verwurzelter gemischter Verband von Studentenverbindungen mit christlicher Weltanschauung an Hochschulen und Universitäten in Europa. Der Verband war ursprünglich hauptsächlich an höheren Schulen für Ingenieure vertreten. Seit deren Umwandlung in Fachhochschulen und Gesamthochschulen 1968 gehören dem Verband Studenten aller Fachbereiche an und die Bezeichnung „Technisch“ wird nur noch aus Tradition beibehalten. 
Der TCV ist Gründungsmitglied des Zentralverbands der Ingenieurvereine (ZBI) und Gründungsinitiator des Europäischen Kartellverbands (EKV).

## Couleur und Wahlspruch
Die Lebensfreundschaft und das Einstehen zu den Grundsätzen soll durch das Tragen der TCV-Farben in der Öffentlichkeit durch Amtsinhaber gezeigt werden. In der Regel tragen die Mitglieder des Vororts sowie Aktivenseniores und Philisterseniores ein Band in TCV-Farben. Die Farben des TCV sind blau-weiß-gold.
Der TCV hat kein eigenes Wappen, aber dafür einen eigenen Zirkel.
Der Wahlspruch lautet In unitate firmitas.

## Geschichte
Der TCV wurde 1903 in Köln während des Katholikentages von der KTV Ripuaria Bingen und der KTV Unitas Strelitz gegründet, nachdem sich der Cartellverband (CV) geweigert hatte, Studentenverbindungen an den seinerzeit nicht als „akademisch“ anerkannten Ingenieurschulen aufzunehmen. Das Problem lag darin, dass das Abitur keine zwingende Voraussetzung für ein Studium an den damaligen Technischen Hochschulen und Handelshochschulen darstellte und somit einem Studium an den Universitäten als nicht gleichberechtigt angesehen wurde. Mit dem zunehmenden Akademisierungsprozess der Technischen Hochschulen wurde das Maturitätsprinzip für viele dieser Hochschulen verbindlich. Zahlreiche Verbindungen tragen auch die Bezeichnung „Katholische Technische Verbindung“ (KTV) vor dem Namen, obwohl sich die meisten TCV-Verbindungen (mit Zustimmung des Verbandes) gleichberechtigt auch für nicht-katholische Christen geöffnet haben.

Himmler-Erlass vom 20. Juni 1938 zur Auflösung des TCV und anderer Verbände

Nach der im Nationalsozialismus erzwungenen Selbstauflösung 1936 erstand er wieder im Jahre 1951. 
1972 wurde ein Verbändeabkommen mit dem CV unterzeichnet.
Während man 1974 die Arbeitsgemeinschaft katholischer Studentenverbände mit anderen Verbänden zusammen gründete, war der TCV 1975 federführend an der Gründung des Europäischen Kartellverbands der christlichen Studentenverbände (EKV) beteiligt.
2003 beging der TCV sein 100-jähriges Bestehen mit einem Festakt in Bingen am Rhein.
2018 wurde die erste Verbindung mit Sitz in Österreich (CEStV Europa) in den TCV aufgenommen.

## Grundsätze
Der TCV bekennt sich zu den Grundsätzen „Religion – Wissenschaft – Freundschaft“.

## Mitgliedsverbindungen

### Aktive Verbindungen
| Name         | Ort     | Farben | Wappen | Zirkel | Gründungsdatum | Kürzel | Anmerkungen |
| ------------ | ------- | ------ | ------ | ------ | -------------- | ------ | ----------- |
| KDStV Bayern | München |        |        |        | 1926           | Ba!    |             |
| CEStV Europa |         |        |        |        | 2018           | Eu!    |             |

### Inaktive Verbindungen
| Name                        | Ort             | Farben | Wappen | Zirkel | Gründungsdatum | Kürzel | Anmerkungen |
| --------------------------- | --------------- | ------ | ------ | ------ | -------------- | ------ | ----------- |
| KTV Unitas                  | Ilmenau/Kassel  |        |        |        | 1899           | Un-Il  |             |
| KTV Ripuaria                | Bingen          |        |        |        | 1900           | Ri     |             |
| KTV Hohenbaden              | Karlsruhe       |        |        |        | 1921           | Ho     |             |
| KDStV Rheno-Franconia       | Nürnberg        |        |        |        | 1923           | Rh-Fr  |             |
| KDStV Burgundia-Mittweida   | Düsseldorf      |        |        |        | 1924           | Bu     |             |
| KDStV Markomannia           | Mannheim        |        |        |        | 1924           | Ma     |             |
| KTV Winfridia-Frankenhausen | Rosenheim       |        |        |        | 1926           | Wi-R   |             |
| KStV Frankonia              | Saarbrücken     |        |        |        | 1955           | Fr-S   |             |
| KStV Cusania                | Trier           |        |        |        | 1956           | Cu-Tr  |             |
| KTStV Pontana               | Regensburg      |        |        |        | 1957           | Po!    |             |
| KDStV Hassia                | Frankfurt a. M. |        |        |        | 1958           | Ha     |             |
| KTV Hohenstaufen            | Stuttgart       |        |        |        | 1962           | Ho-S   |             |
| KB Suitbert                 | Recklinghausen  |        |        |        | 1965           | Su-R   |             |

### Erloschene oder ausgetretene Verbindungen
| Name                         | Ort            | Farben | Wappen | Zirkel | Gründungsdatum | Kürzel | Anmerkungen |
| ---------------------------- | -------------- | ------ | ------ | ------ | -------------- | ------ | --- |
| KDStV Dispargia              | Duisburg       |        |        |        | 1957           | Di     | |
| CDStV Teutoburg-Lage         | Osnabrück      |        |        |        | 1924           | Teu    | |
| KStV Unitas Altenburg-Weimar | Köln           |        |        |        | 1929           | Un-Kö  | |
| DStV Chamavia                | Oldenburg      |        |        |        | 1925           | Ch     | ausgetreten |
| KTV Ortenau                  | Offenburg      |        |        |        | 1962           | Or     | |
| KTV Grenzmark                | Schweinfurt    |        |        |        | 1959           | Gr     | seit 2016 Mitglied im Schwarzburgbund                                                                           |
| KStV Thuringia               | Coburg         |        |        |        | 1962           | Thu    | |
| KStV Cusanus                 | Koblenz        |        |        |        | 1956           | Cu-K   | |
| KDStV Arminia-Mittweida      | Krefeld        |        |        |        | 1891           | Ar-Kr  | |
| KTV Visurgis                 | Bremen         |        |        |        | 1902           | Vi     | |
| KTWV Unitas Lage/Lippe       | Lemgo          |        |        |        | 1921           | Un-L   | |
| KDStV Trifels                | Kaiserslautern |        |        |        | 1926           | Tri    | |
| CStV Unitas Hildburghausen   | Wuppertal      |        |        |        | 1899           |        | |
| KDStV Nibelungen             | Siegen         |        |        |        | 1962           |        | 1971 Umbenennung in CDStV Nibelungen zu Siegen und Austritt aus dem TCV; seit 1979 Vollmitglied im Wingolfsbund |